# Perun
I slavisk mytologi er Perun (kyrillisk: Перун) den højeste gud i guderiget og gud for lyn og torden. Perun er samtidigt gud for ilden, bjergene, vinden, egtræer, iris, ørne, firmamentet, heste og vogne, våben (hammer, økse, og pil), og krig. Han blev først forbundet med våben lavet af sten og senere med metalvåben.
Perun er beskrevet som en robust mand med en rødt skæg. Han kører i en vogn trukket af en gedebuk og bærer en mægtig økse, eller nogle gange en hammer. Øksen slynges mod onde mennesker og ånder, og vender altid tilbage til Peruns hånd.
Perun er kendt som tordenguden Percunust i den vendisk mytologi.